# Chewsville (Maryland)
Chewsville es un lugar designado por el censo ubicado en el condado de Washington en el estado estadounidense de Maryland. En el Censo de 2010 tenía una población de 238 habitantes y una densidad poblacional de 110,05 personas por km².

## Geografía
Chewsville se encuentra ubicado en las coordenadas 39°38′54″N 77°37′52″O / 39.64833, -77.63111. Según la Oficina del Censo de los Estados Unidos, Chewsville tiene una superficie total de 2.16 km², de la cual 2.16 km² corresponden a tierra firme y (0%) 0 km² es agua.

## Demografía
Según el censo de 2010, había 238 personas residiendo en Chewsville. La densidad de población era de 110,05 hab./km². De los 238 habitantes, Chewsville estaba compuesto por el 94.12% blancos, el 0.42% eran afroamericanos, el 0.42% eran amerindios, el 1.26% eran asiáticos, el 0% eran isleños del Pacífico, el 2.1% eran de otras razas y el 1.68% pertenecían a dos o más razas. Del total de la población el 2.52% eran hispanos o latinos de cualquier raza.